# ラインパウダー

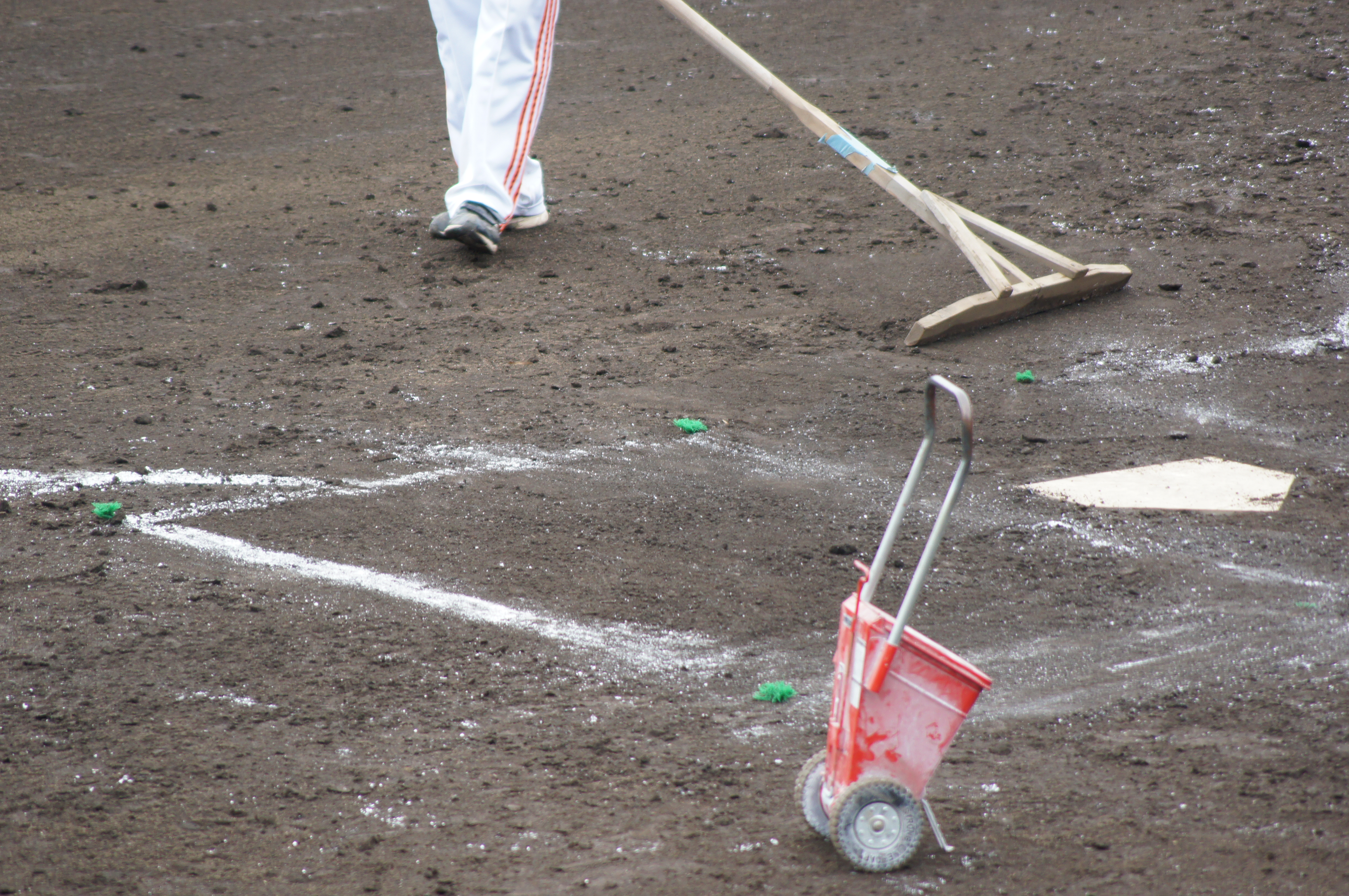
野球場に引かれたライン。ライン引き(下)とトンボ(上)

ラインパウダー (line powder) とは、スポーツ競技のトラック、テニスコートなどに白線を引く際に用いられる粉のこと。消石灰が用いられてきたことから、単に石灰と表現することがある。
かつては消石灰（水酸化カルシウム）が用いられていた。消石灰は強いアルカリ性を示し腐食性があるなど安全上問題があり、消石灰を詰め替える際に目に入る、選手が転倒した際に皮膚に触れケガをするなどの事故が相次いだ。皮膚に触れるとかぶれることがある。1990年代頃からは炭酸カルシウムや石膏など、より安全性の高い別の素材に転換されつつある。白一色だけであったが、近年はパステルカラーのパウダーも出現している。
ホタテ貝殻で出来ている石灰「炭酸カルシウム」もある。パウダーではなく粒径が粗い「細粒砂」程度であり、風で吹き飛ぶことがない。価格は石灰「炭酸カルシウム」と同じ程度である。

## 器具
ラインパウダーを引く機械を「ラインカー」または「ライン引き」という。